# Фантазм (парамнезия)
Фанта́зм (от греч. φάντασμα — призрак, воображение, представление) — нарушение памяти, разновидность парамнезии. События, придуманные/воображённые человеком, кажутся произошедшими на самом деле. Термин введён Теодором Циэном (Theodor Ziehen) в 1906 году.

## Классификация фантазмов
Различают:
- Истерические фантазмы. Наблюдаются при истерическом расстройстве личности. Человек, придумав или приукрасив историю о каких-либо событиях, через некоторое время сам начинает верить, что события произошли именно так, как он их описал. В отличие от патологической лживости, критическое осмысление таких вымыслов утрачивается, человек искренне убеждён, что его «воспоминания» истинны.
- Паралитические фантазмы. Фантазмы, наблюдающиеся при прогрессивном параличе (отсюда название), а также ряде других психозов. Возникают на фоне деменции, эйфории. Часто являются составной частью паралитического бреда величия. Близки по клиническим проявлениям к фантастическим конфабуляциям, но отличаются от них грубой нелепостью.